# Robin Sydney
Pour les articles homonymes, voir Sydney (homonymie).
Robin Sydney est une actrice américaine née le 4 janvier 1984 à Boulder, dans le Colorado (États-Unis).

## Filmographie
- 2001 : The Andy Dick Show (série télévisée) : Shy Girl
- 2002 : Coming Clean : Dena
- 2002 : Colour Blind
- 2003 : Urgences (ER) (série télévisée) : Sasha
- 2003 : Sticky Fingers : Teen Girl #1
- 2003 : The Brotherhood of Poland, New Hampshire (série télévisée) : Maddie Morris
- 2004 : Oliver Beene (série télévisée) : Daughter Novogroder
- 2005 : The Baker's Dozen (vidéo) : Sarah Leigh
- 2005 : The Gingerdead Man : Sarah Leigh
- 2005 : Freddie (série télévisée) : Marissa
- 2006 : The Lost : Katherine Wallace
- 2006 : L'agence de casting (en) (Cattle Call) de Martin Guigui : Auditioner #9
- 2006 : Big Bad Wolf : Melissa
- 2006 : Evil Bong : Luann
- 2007 : Les Maîtres de l'horreur (Masters of Horror) (série télévisée) : Trish
- 2007 : Les Experts (CSI: Crime Scene Investigation) (série télévisée) : Miss Palermo
- 2007 : Ghost Poker (Dead Man's Hand) : JJ
- 2007 : Drake et Josh (Drake & Josh) (série télévisée) : Jackie
- 2008 : Wicked Lake : Ilene
- 2008 : Garden Party de Jason Freeland : Sara
- 2008 : Merry Christmas, Drake and Josh (TV) : Jackie
- 2009 : Evil Bong II: King Bong : Luann
- 2009 : Skull Heads : Naomi
- 2011 : Evil Bong 3D: Wrath of Bong : Luann
- 2011 : Femme Fatales (série télévisée) : Lindsay
- 2011 : Chemistry : Casey
- 2012 : Night of the Living Dead :DyeAnne
- 2012 : FDR American Badass : Missy
- 2012 : The Dead Want Women (vidéo) : la femme aux perles
- 2013 : Intrusive Behavior : Karen Parker
- 2013 : Gingerdead Man Vs. Evil Bong : Sarah Leigh / Luann
- 2014 : Trophy Heads : Robin
- 2014 : American Muscle : Darling
- 2015 : Evil Bong 420 : Sarah Leigh
- 2016 : Evil Bong: High 5 : Sarah Leigh
- 2016 : Killjoy's Psycho Circus : Luanne
- 2017 : Puppet Master: Axis Termination : la patronne du bar
- 2017 : Evil Bong 666 : Faux Batty Boop
- 2018 : Evil Bong 777 : Faux Batty